# Renat Ianbaiev
Renat Rudolfovich Ianbaiev ou Renat Rudolf ulı Ianbaiev - respectivamente, em russo, Ренат Рудольфович Янбаев e, no cirílico tártaro, Ренат Рудольф улы Янбаев (Noginsk, 7 de abril de 1984) é um futebolista russo. Atualmente, joga pelo Lokomotiv Moscou.
Vindo das categorias de base do CSKA Moscou, começou a carreira profissional em 2002 e desde 2007 joga no Lokomotiv Moscou. Estreou pela Rússia em 2008 e foi chamado por Guus Hiddink para a Eurocopa que será disputada neste ano.